# Grand Hotel (Scarborough)

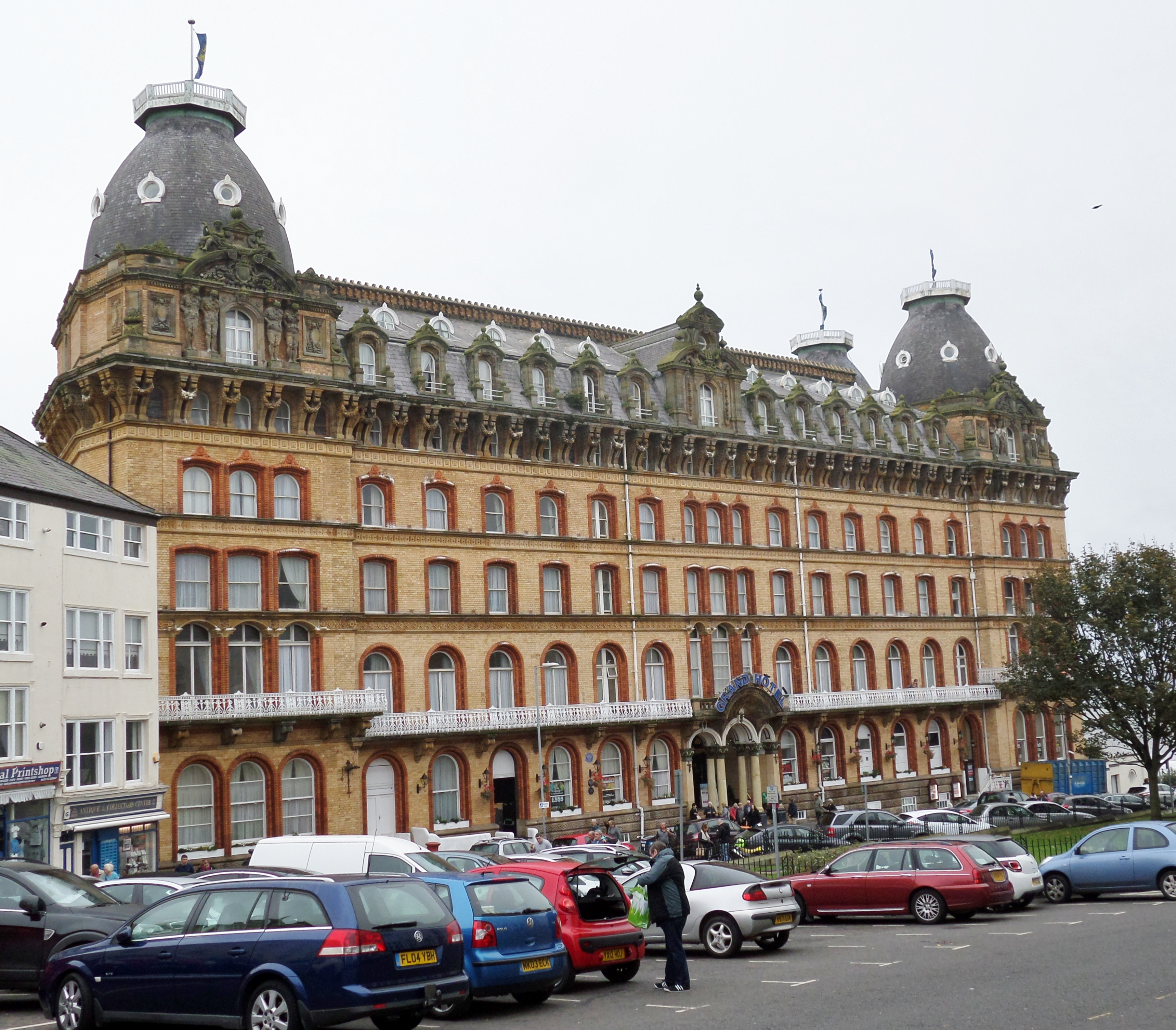
Het hotel vanaf de weg

Het Grand Hotel is een groot hotel in de Engelse badplaats Scarborough. Het ligt bijna direct aan het strand. In 1867 kwam het gereed en was bij de opening het grootste hotel in Europa.
Scarborough was al vroeg een toeristenplaats en met de aanleg van de spoorweg in 1845 namen de bezoekersaantallen sterk toe. Diverse hotels werden gebouwd zoals de Grand Hotel. In 1863 begon men met de bouw naar een ontwerp van de architect Cuthbert Brodrick. Na vier jaar werken en een investering van 100.000 pond sterling kwam het hotel in 1867 gereed. Het werd op 24 juli 1867 officieel geopend.
Het was destijds een van de grootste hotels ter wereld. Van bovenaf gezien heeft het hotel een V-vorm. Bij het ontwerp is het thema tijd als uitgangspunt genomen: er zijn vier torens, naar het aantal seizoenen, 7 verdiepingen, naar het aantal dagen in een week, net zoveel schoorstenen als weken, namelijk 52 en tot slot 365 kamers gelijk aan het aantal dagen in een jaar. Bij een latere renovatie is het aantal kamers gereduceerd naar 280.
Op 16 december 1914, tijdens de Eerste Wereldoorlog, werd het hotel geraakt door granaten van Duitse marineschepen tijdens het bombardement op Scarborough, Hartlepool en Whitby. In de Tweede Wereldoorlog stonden er luchtafweerkanonnen op het dak en werd het hotel door de RAF gebruikt voor de huisvesting van trainees.
Vanaf november 2004 is het in handen van Brittania, het hotel werd overgenomen van de Grand Leisure Group.
Sinds 1973 is het gebouw beschermd en heeft een Grade II* status.